# Bandera, Texas
Bandera là một thành phố thuộc quận Bandera, tiểu bang Texas, Hoa Kỳ. Năm 2010, dân số của xã này là 857 người.

## Dân số
- Dân số năm 2000: 957 người.
- Dân số năm 2010: 857 người.